# 에스펙트리토
에스펙트리토(Espectrito) 1966년 12월 18일 ~ 2016년 1월 23일은 멕시코의 프로 레슬러다. 키는 145cm 몸무게는 65kg 작은체구이다. 1984년 프로 레슬링에 입문했다. WWE 링네임은 엘 토리토(El Torito)이다. 형제는 라 파르키타, 에스펙트리토 2세이다. 피니쉬는 시티드 센톤을 사용한다.

## 수상
- 내셔널 미니 에스트렐라 챔피언 2회

- ICW 미니 에스트렐라 챔피언 2회